# Festival du Grand Fauconnier
Vous pouvez aider à l'améliorer ou bien discuter des problèmes sur sa page de discussion.
- Son admissibilité est à vérifier. Motif : Absence de sources prouvant que l'article respecte les critères d'admissibilité de Wikipédia. Vous êtes invité à le compléter pour expliciter son admissibilité, en y apportant des sources secondaires de qualité. (Marqué depuis mars 2025)
- Il ne présente actuellement aucune catégorie. Cela empêche d'y accéder ou de le retrouver simplement. Vous pouvez nous aider en le catégorisant. (Marqué depuis mars 2025)
- Son texte doit être wikifié : il ne correspond pas à la mise en forme Wikipédia (style, typographie, liens internes, liens entre les wikis, etc.). (Marqué depuis mars 2025)
- Il est orphelin : moins de trois articles lui sont liés. Aidez à ajouter des liens en plaçant le code [[Festival du Grand Fauconnier]] dans les articles relatifs au sujet. (Marqué depuis mars 2025)

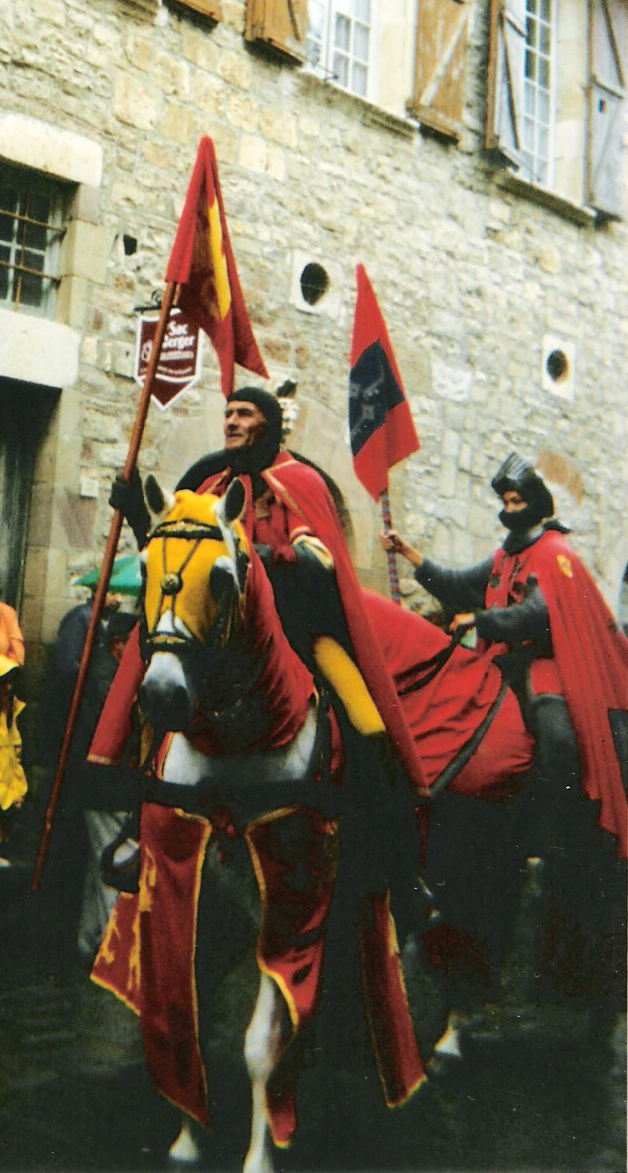
Représentation médiévales lors des fêtes du grand fauconnier

Les Fêtes du Grand Fauconnier sont un festival médiéval qui se déroule chaque année le 14 juillet à Cordes-sur-Ciel, dans le département du Tarn, en région Occitanie. Cet événement incontournable met à l'honneur l'histoire et les traditions du Moyen Âge à travers des animations, des spectacles et des défilés en costume d'époque.

## Histoire et origine
Les Fêtes du Grand Fauconnier tirent leur nom du lien historique de Cordes-sur-Ciel avec la fauconnerie, un art noble pratiqué dès le Moyen Âge par les seigneurs et la cour royale. La cité, fondée en 1222 par Raymond VII de Toulouse, a toujours conservé une forte identité médiévale, ce qui en fait un lieu idéal pour la reconstitution historique.
Créé dans les années 1970, ce festival a progressivement gagné en notoriété et attire aujourd'hui des milliers de visiteurs chaque année, contribuant au dynamisme culturel et touristique de la région.

## Programme et animations
Les festivités sont rythmées par diverses animations immersives visant à faire revivre l’ambiance du Moyen Âge :
- Défilés en costume d'époque : habitants et visiteurs se parent de tenues médiévales pour parcourir les rues pavées de Cordes-sur-Ciel.
- Spectacles de fauconnerie : démonstrations de rapaces dressés, en hommage à l’art ancestral de la chasse au vol.
- Combats de chevaliers et tournois : affrontements en armure, mettant en scène des duels spectaculaires.
- Marché médiéval : artisans et commerçants proposent des produits inspirés de l’époque médiévale, tels que des objets en cuir, des armes factices et des mets traditionnels.
- Musique et danses médiévales : troupes de musiciens et danseurs animent les rues avec des instruments d'époque.
- Banquets médiévaux : festins organisés dans un décor d’époque, offrant aux participants une immersion gastronomique.
- Ateliers d’artisanat : démonstrations de métiers anciens comme la forge, la calligraphie ou la poterie.

## Impact et affluence
Les Fêtes du Grand Fauconnier sont devenues un événement phare du patrimoine occitan. Chaque année, plusieurs milliers de visiteurs se pressent dans les ruelles de Cordes-sur-Ciel pour assister aux festivités. Ce succès contribue à la renommée touristique de la ville, qui accueille environ 600 000 visiteurs par an.

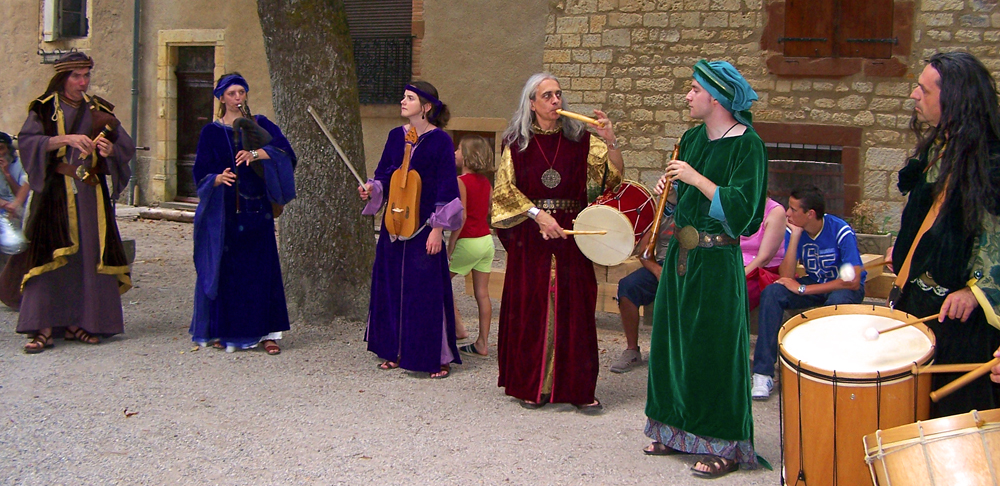
Représentation médiévale

L’événement s’inscrit également dans une démarche de valorisation du patrimoine, mettant en avant le riche passé historique de la cité médiévale et attirant des passionnés d’histoire, des familles et des amateurs de reconstitutions historiques.

## Personnalités et reconnaissance
Le festival a reçu la visite de plusieurs personnalités venues apprécier le cadre exceptionnel de Cordes-sur-Ciel. Parmi elles, François Mitterrand, grand amateur de la ville, y est venu à plusieurs reprises. L’événement bénéficie également d’une forte couverture médiatique et s’intègre aux initiatives culturelles régionales, notamment sous le label Grand Site Occitanie.